# Sofía Novoa
Sofía Novoa Ortiz (Vigo, 16 de mayo de 1902 -Madrid, 3 de enero de 1987) fue una musicóloga y docente española.

## Trayectoria
Hija de Joaquín Novoa Barros, republicano socialista y anticlerical además de melómano y miembro fundador de la Sociedad Filarmónica de Vigo de la que fue presidente. Novoa estudió el bachillerato en Vigo donde también inició estudios musicales en 1912, primero con José Capell i Martí, luego con Mónico García de la Parra y más tarde con la pianista viguesa y amiga de la familia y vecina María Luisa Sanjurjo de Oza. Su infancia estuvo marcada por la actividad de su padre y por su casa pasaron músicos como José Iturbi, Alfred Cortot, Enric Arbós y Wanda Landowska.
Tras la Primera Guerra Mundial se trasladó a Madrid para continuar sus estudios siguiendo el ejemplo de María Sanjurjo. Asistió a clases particulares de piano con Pilar de la Mora y de armonía con Benito García de la Parra, hermano de Mónico, realizando examen gratuito en el Real Conservatorio Superior de Música de Madrid. Durante su estancia de cinco años en Madrid, se alojó en la Residencia de Señoritas, donde trabó amistad con Olimpia Valencia. y la directora, María de Maeztu . Durante su estancia en la residencia conoció al compositor Jesús Bal y Gay, con quien compartió su interés por el folclore musical gallego, interés que ya partía de la amistad de su padre con Casto Sampedro Folgar. En 1925 se graduó en Solfeo, Armonía y Piano con premio extraordinario. Amplió sus estudios en Lisboa, y luego en París en la École Normale de Musique con la compositora Nadia Boulanger, piano con Alfred Cortot y también estudió la rítmica Dalcroze (un método de aprendizaje y de experimentar la música a través del movimiento) creado por Dalcroze. Allí frecuentó la casa de Andrés Gaos y Joaquín Nin, compartiendo veladas con Enrique Arbós, Joaquín Rodrigo, Óscar Esplá y otros músicos.
En 1930, María de Maeztu le ofreció el puesto de profesora del Instituto-Escuela, trabajo que completó con el de profesora del Instituto Internacional de Madrid, donde puso en práctica el método Dalcroze gracias a la formación que había recibido en París.
El golpe de Estado de julio de 1936 la encontró en Vigo y truncó su viaje a Suiza para estudiar. A través de sus contactos portugueses preparó su huida del país. En 1937, durante la guerra civil, se fue a Estados Unidos a la Universidad de Columbia. Durante sus viajes a España, completó su licenciatura y doctorado en la Universidad Complutense de Madrid con Rafael Lapesa. En el Vassar College trabajó como profesora de español hasta su jubilación. Allí conoció a otros exiliados como Pilar de Madariaga, Carmen de Zulueta o Isabel García Lorca, entre otros.

## Reconocimientos
En su honor se crearon los Premios Sofía Novoa, que tienen como objetivo promover, consolidar y dar a conocer la inclusión de la perspectiva de género en los trabajos de fin de máster y fin de grado que se realicen en la Universidad de Vigo.